# Liste der Monuments historiques in Pouilly-sur-Meuse
Die Liste der Monuments historiques in Pouilly-sur-Meuse führt die Monuments historiques in der französischen Gemeinde Pouilly-sur-Meuse auf.

## Liste der Immobilien
| Bezeichnung    | Beschreibung            | Standort                 | Kennzeichnung | Schutzstatus | Datum | Bild |
| -------------- | ----------------------- | ------------------------ | ------------- | ------------ | ----- | ---- |
| Klostergrangie | aus dem 12. Jahrhundert | östlich des Ortes (Lage) | PA00106699    | Inscrit      | 1991  |      |

## Liste der Objekte
| Bezeichnung                   | Beschreibung                       | Standort                       | Kennzeichnung | Schutzstatus | Datum | Bild |
| ----------------------------- | ---------------------------------- | ------------------------------ | ------------- | ------------ | ----- | ---- |
| Epitaph für Henri Blanchot    | Stein, bezeichnet 1744             | in der Kirche St-Martin (Lage) | PM55002215    | Inscrit      | 1992  |      |
| Epitaph für Charles Josseteau | Stein, bezeichnet 1698             | in der Kirche St-Martin (Lage) | PM55002216    | Inscrit      | 1992  |      |
| Glocke                        | Bronze, 1752 gegossen              | in der Kirche St-Martin (Lage) | PM55000471    | Classé       | 1989  |      |
| Kelch und Patene              | Silber, vergoldet, bezeichnet 1676 | in der Kirche St-Martin (Lage) | PM55001054    | Classé       | 1994  |      |